# Asparoechovo (Montana)
Asparoechovo (Bulgaars: Аспарухово) is een dorp in het noordwesten van Bulgarije. Het dorp is gelegen in de gemeente Medkovets in oblast Montana. Het dorp ligt ongeveer 32 km ten noordwesten van Montana en 112 km ten noordwesten van Sofia.

## Bevolking
Op 31 december 2019 telde het dorp 519 inwoners, een daling vergeleken met het maximum 1.579 personen in 1946.
| Bevolkingsontwikkeling tussen 1934 en 2019          |
| --------------------------------------------------- |
|                                                     |
| Bron: Nationaal Statistisch Instituut van Bulgarije |

In het dorpen wonen vooral etnische Bulgaren, maar ook een grote minderheid van etnische Roma. 
| Etnische samenstelling van de respondenten (2011) | Etnische samenstelling van de respondenten (2011) | Etnische samenstelling van de respondenten (2011) | Etnische samenstelling van de respondenten (2011) | Etnische samenstelling van de respondenten (2011) |
| ------------------------------------------------- | ------------------------------------------------- | ------------------------------------------------- | ------------------------------------------------- | ------------------------------------------------- |
|                                                   |                                                   |                                                   |                                                   |                                                   |
| Bulgaren                                          | Bulgaren                                          |                                                   | 87,3%                                             | 87,3%                                             |
| Turken                                            | Turken                                            |                                                   | 0,0%                                              | 0,0%                                              |
| Roma                                              | Roma                                              |                                                   | 12,0%                                             | 12,0%                                             |
| Anders/Onbekend                                   | Anders/Onbekend                                   |                                                   | 0,7%                                              | 0,7%                                              |